# La tienda de antigüedades

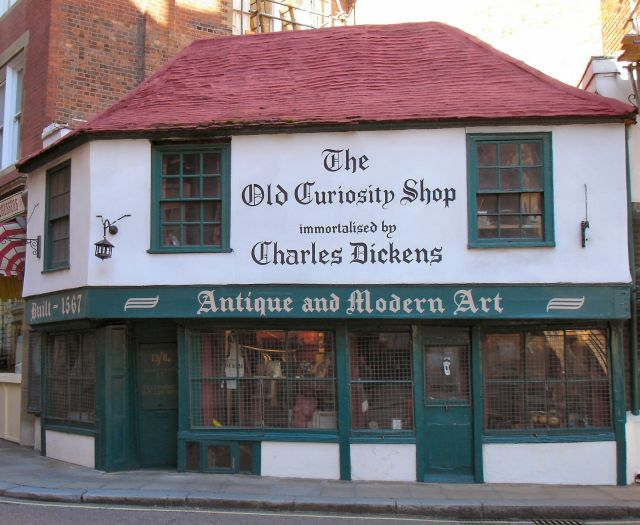
Tienda en 13–14 Portsmouth Street, Westminster, Londres, WC2A 2ES, que se considera que es en la que se inspiró Dickens. Data del, pero su nombre actual es posterior a la publicación de la novela.

La tienda de antigüedades (a veces, El almacén de antigüedades, El pequeño gabinete de antigüedades, etc.), en inglés The Old Curiosity Shop, es una novela del escritor inglés Charles Dickens. Fue publicada originalmente por entregas semanales del 25 de abril de 1840 al 6 de febrero de 1841. La novela trata sobre la vida de Nell Trent y de su abuelo, que viven en Londres en la Tienda de Antigüedades. El término inglés «Shop» suele traducirse como «tienda» o «comercio», mientras «old curiosity» evoca algún artículo curioso y de cierta antigüedad, de ahí el nombre.
The Old Curiosity Shop fue una de las dos novelas (la otra es Barnaby Rudge) que publicó Dickens por entregas en su revista semanal Master Humphrey's Clock, que se editó entre 1840 y 1841. Cosa habitual, al terminar las entregas la novela se editó en un solo volumen, en 1841.

## Argumento
La novela cuenta la historia de Nell Trent, una hermosa y virtuosa joven que aún no ha cumplido los catorce años. Siendo huérfana, vive con su abuelo materno (cuyo nombre jamás es revelado) en la tienda de antigüedades del mismo. Su abuelo la quiere mucho, y Nell no se queja de su situación, pero lleva una existencia solitaria con casi ningún amigo de su edad. 

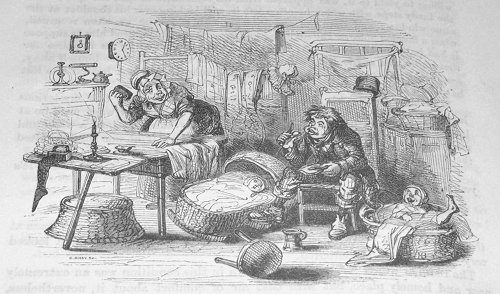
Kit y su madre.

Su único amigo es Kit, un chico joven y honesto que vive empleado en la tienda, y al que está enseñando a escribir. Secretamente obsesionado por asegurarse de que Nell no muera en la pobreza, su abuelo decide labrar para ella una buena fortuna dándose al juego. Durante las noches, el abuelo va secretamente a jugar, pero con escasa suerte: pide prestado al malvado Daniel Quilp, un prestamista malicioso y deforme que, cuando el abuelo se juega y pierde lo último que le quedaba, decide ejecutar los préstamos, se hace con la tienda de antigüedades y echa a Nell y a su abuelo. 

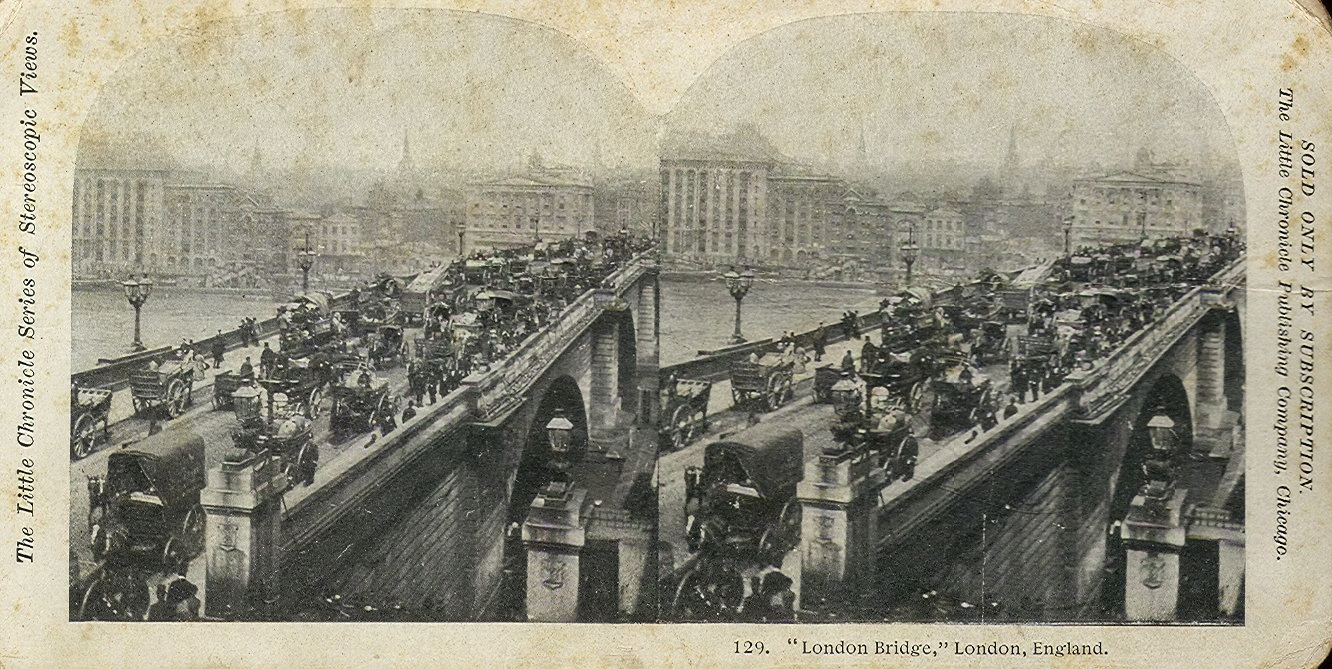
Puente de Londres, que cruzan Nell y el abuelo.

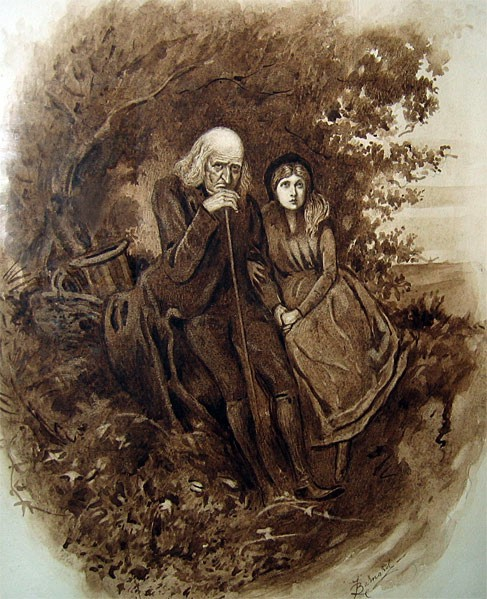
Nell y el abuelo (ca. 1870). Fred Barnard.

El abuelo sufre un colapso nervioso que lo deja totalmente enajenado y sin juicio, y Nell se escapa con él, llevándoselo en ese estado de incapacidad a las Midlands inglesas, donde se dedica a mendigar.

Por su parte, convencido de que el abuelo ha labrado y escondido una fortuna para Nell, su manirroto hermano Frederick convence al influenciable Dick Swiveller de que lo ayude a buscar a Nell, insinuándole que cuando la encuentren podrá casarse con ella y repartir con él la supuesta herencia de Nell. Para ello, unen sus fuerzas con Quilp, quien sabe muy bien que no hay tal fortuna pero, tal es su malvada naturaleza, que decide regodearse en la miseria de Nell y sus parientes fingiendo que ayuda a Frederick. En un primer momento, las pesquisas de Frederick, Dick y Quilp no tienen gran éxito, y no consiguen dar con el paradero de Nell. A fin de controlar a Dick y espiar a Frederick, Quilp le consigue un empleo como oficinista en el despacho de su principal abogado, Mr Brass. 

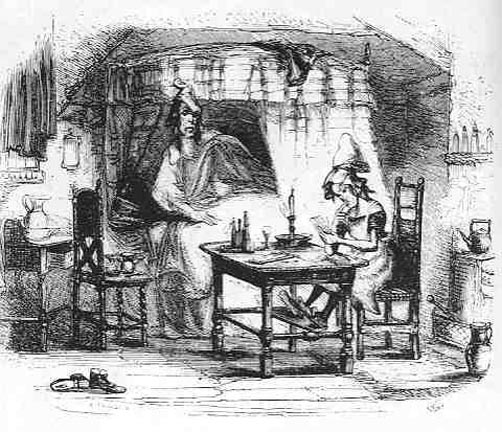
"La Marquesa" jugando a las cartas. Ilustración de 1840 obra de Phiz (Hablot Knight Browne).

 En el bufete de Brass, Dick traba amistad con una criada a la que apodan "la Marquesa". Nell, por su lado, continúa su mendigar, y tras haberse cruzado con un gran número de personajes, algunos villanos y otros bondadosos, consigue llegar con su abuelo a una distante aldea (que Dickens identificaría con Tong, en Shropshire), pero a costa de que su salud se resienta considerablemente.
Mientras tanto, Kit, tras perder su empleo en la tienda de antigüedades, encuentra uno nuevo con los amables y generosos Mr y Mrs Garland. Estando así empleado, un misterioso "caballero soltero" se pone en contacto con él, inquiriendo sobre el paradero de Nell y de su abuelo. El "caballero soltero" y la madre de Kit parten en busca de Nell, fracasando en su búsqueda. Sin embargo, durante su búsqueda se encuentran con Quilp, que también estaba buscando a los fugitivos Nell y su abuelo. Temiendo no poder consumar su maldad, Quilp se venga de Kit tendiéndole una trampa: lo acusan de ladrón y lo sentencia a la deportación. Sin embargo, Dick y la Marquesa logran demostrar la inocencia de su amigo, y cómo Quilp le había tendido una trampa. A consecuencia de esto, Quilp es mandado arrestar, y huye, muriendo mientras trataba de escapar de sus perseguidores. Al mismo tiempo, y por una coincidencia, Mr Garland se entera del paradero de Nell, y él, Kit y el caballero soltero, que resulta ser el hermano menor del abuelo de Nell, parten a buscarla. Para cuando dan con Nell, ésta, con la salud quebrada, acaba de morir. Su abuelo, totalmente demenciado, se niega a creer que ha muerto y se sienta cada día junto a su tumba a la espera de su regreso, hasta que, unos pocos meses después, también él muere.

## Críticas y comentarios

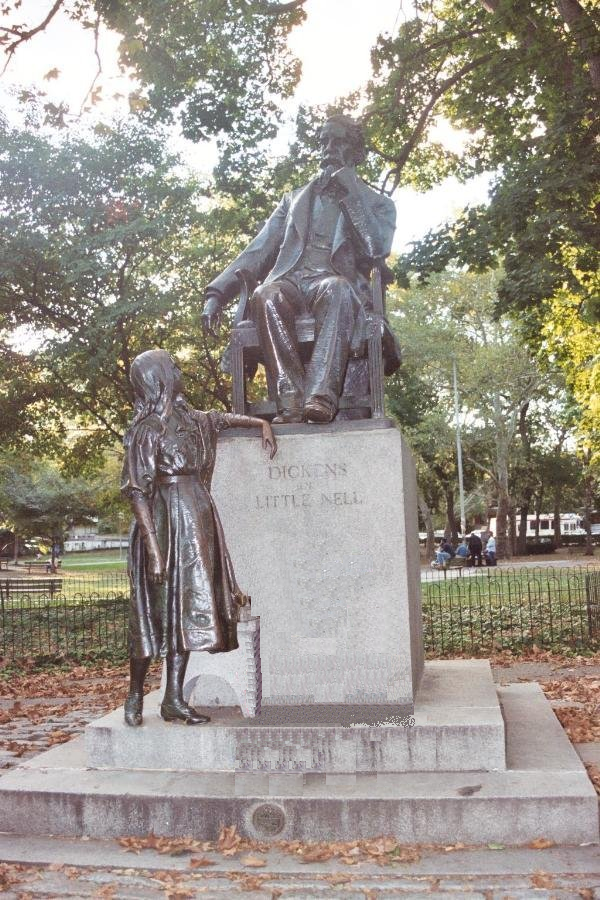
Grupo escultórico: Dickens y Nell.

La tienda de Antigüedades es una de las novelas de mayor sentimentalismo de Dickens. Las dos siguientes generaciones de literatos ingleses criticaría abiertamente la novela por esto, señalando como especialmente penoso el pasaje de la muerte de Nell. Oscar Wilde diría al respecto que «[u]no tendría que tener un corazón de piedra para leer la muerte de la pequeña Nell sin echarse a llorar... de la risa».
En verdad, el pasaje es de una carga dramática y sentimental tal que a muchos lectores modernos les resulta empalagoso, aunque en su momento, y quizá por el triste suceso que relata, fue bastante admirado. El pasaje de la muerte de Nell fue, no obstante, tremendamente polémico, algo así como si Rowling hubiera acabado la serie de Harry Potter matando al mismo. El líder irlandés Daniel O'Connell, al leer el final, se echó a llorar por la tremenda impresión que le causó el pasaje, y acto seguido arrojó el libro por la ventana. Se tiene además constancia de que, antes de que la última entrega llegara a los Estados Unidos, los fanes de la novela tomaron el puerto de Nueva York gritando a todos los barcos ingleses que encontraban a ver si la pequeña Nell seguía con vida.
Tras la publicación de la novela, algunos exaltados norteamericanos comenzaron a realizar peregrinaciones a la supuesta tumba de Nell en Tong, Shropshire, lugar donde muere el personaje, y al resto de localizaciones de la novela. Una tiendecilla del centro de Londres fue rebautizada como The Old Curiosity Shop al albor de la popularidad de esta novela.

## Ediciones en español
- La tienda de antigüedades (Charles Dickens), Nocturna, 2011, rústica con solapas. Traducción de Bernardo Moreno Carrillo, ilustraciones de George Cattermole y Hablot K. Browne. ISBN 978-84-938013-7-3.
- La tienda de antigüedades (Charles Dickens), Nocturna, 2017, cartoné con sobrecubierta. Traducción de Bernardo Moreno Carrillo, ilustraciones de George Cattermole y Hablot K. Browne. ISBN 978-84-16858-02-6.

## Enlaces de interés
- Wikisource contiene obras originales de o sobre La tienda de antigüedades.

- Mapa del viaje de Nell y su abuelo hasta Shropshire.
- Análisis, de 'The Lectern', marzo de 2007.

Ediciones en línea (en lengua inglesa)
- Texto inglés en Wikisource.
- The Old Curiosity Shop en Internet Archive
- The Old Curiosity Shop en Google Books
- The Old Curiosity Shop en el Proyecto Gutenberg.
- The Old Curiosity Shop – versión completa
- The Old Curiosity Shop
- The Old Curiosity Shop en el fondo digital de la Universidad de Adelaida.
- The Old Curiosity Shop – versión completa leída en mp3

- Datos: Q2700616
- Multimedia: The Old Curiosity Shop / Q2700616